# Franciszek Pauliński

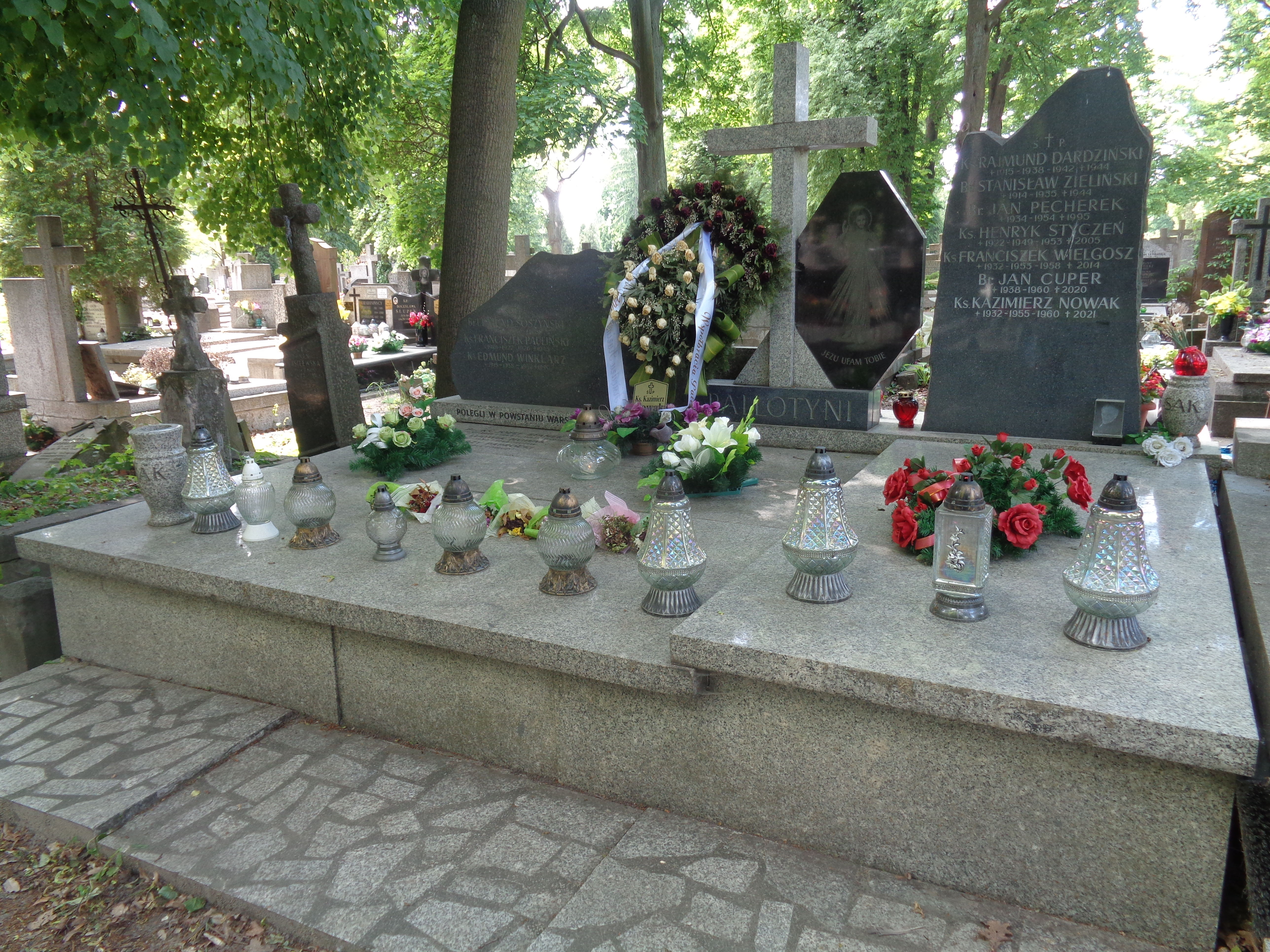
Grób Franciszka Paulińskiego w kwaterze pallotyńskiej na Cmentarzu Bródnowskim

Franciszek Pauliński (ur. 24 marca 1901 w Sulmierzycach, zm. 23 maja 1943 w Warszawie), polski duchowny rzymskokatolicki, pallotyn, redaktor i rektor Domu Wydawniczego Księży Pallotynów.

## Życiorys
Był synem Jacentego i Antoniny z domu Huebsch. W sierpniu 1920 ukończył Collegium Marianum w Wadowicach na Kopcu i we wrześniu tegoż roku wstąpił tamże do nowicjatu pallotyńskiego; w domu wadowickim odbył studia filozoficzne i teologiczne. 8 sierpnia 1926 w Krakowie przyjął święcenia kapłańskie. Po uzupełnieniu studiów na Uniwersytecie Warszawskim pracował jako nauczyciel w Collegium Marianum w Wadowicach. 
W 1936 został rektorem domu i drukarni pallotyńskiej w Warszawie, mieszczących się przy Krakowskim Przedmieściu 71. Był również radcą prowincjalnym. W 1938 przez pewien czas pełnił w zastępstwie obowiązki redaktora naczelnego pism wydawanych przez pallotynów - "Przeglądu Katolickiego" i "Rodziny Polskiej".
Po zniszczeniach wojennych, które dotknęły dom i drukarnię we wrześniu 1939, ks. Pauliński przeniósł się wraz z kierowanymi instytucjami do domu udostępnionego przez Kurię Polową przy warszawskim kościele garnizonowym. Włączył się również do pracy konspiracyjnej jako jeden z liderów organizacji Front Odrodzenia Polski. Przewodniczył Komisji Duchowieństwa w pionie organizacyjnym Kierownictwa Walki Cywilnej Delegatury Rządu; zadaniem tej komisji, w skład której oprócz Paulińskiego weszli jezuita Edmund Elter i ks. Jerzy Sienkiewicz, było wciągnięcie do pracy konspiracyjnej ogółu polskiego duchowieństwa i prowadzenie wspólnej, antyniemieckiej akcji niepodległościowej. Ponadto ks. Pauliński prowadził akcje charytatywne dla Polaków i Żydów; ukrywał zagrożonych aresztowaniem, dostarczał dokumenty, żywność i dewocjonalia. Organizował donoszenie komunii dla więźniów Pawiaka. 
Zmarł w maju 1943 w Warszawie, został pochowany w kwaterze pallotyńskiej na cmentarzu Bródnowskim.